# Pseudochthonius biseriatus
Pseudochthonius biseriatus är en spindeldjursart som beskrevs av Volker Mahnert 200. Pseudochthonius biseriatus ingår i släktet Pseudochthonius och familjen käkklokrypare. Inga underarter finns listade i Catalogue of Life.